# Анквичи
Анквич (пол. Ankwicz, Анквиц) — графский род.
Эта фамилия известна была в Польше в XVI в. — Михаил Анквиц, кастелян малогосский во второй половине XVII в., от брака с Куропатницкою имел сына Иеронима, кастеляна завихотского.
Один из потомков Михаила Анквица, Иосиф (Юзеф) Анквич был каштеляном сандецким и посланником в Дании. После первого раздала Речи Посполитой он был пожалован австрийским камергером и получил от императрицы Марии-Терезии в 1778 г. для всей фамилии Анквиц диплом на графское достоинство королевства Галиции.
Его сын, Андрей Алоис Анквич (1777—1838), римско-католический религиозный деятель, латинский архиепископ львовский (1815—1833), с 1817 — примас Галиции и Лодомерии, архиепископ пражский, примас Богемии (1833—1838).
Род вписан в гербовник шляхты Галицкой и Буковинской.